# Espostoa ritteri
Espostoa ritteri ist eine Pflanzenart in der Gattung Espostoa aus der Familie der Kakteengewächse (Cactaceae). Das Artepitheton ritteri ehrt den deutschen Kakteenspezialisten Friedrich Ritter.

## Beschreibung
Espostoa ritteri wächst baumförmig mit verzweigten Trieben und erreicht Wuchshöhen von bis zu 4 Metern. Die zylindrischen, dunkelgrünen Triebe weisen Durchmesser von bis zu 7 Zentimeter auf. Es sind 18 bis 22 quer gefurchte Rippen vorhanden. Aus den darauf befindlichen weißen Areolen entspringen zahlreiche weiße Haare. Der einzelne dünne, rötliche bis schwarze Mitteldorn ist 0,7 bis 2 Zentimeter lang. Die etwa 25 dünnen Randdornen sind rötlich braun bis gelb bis weiß. Das  Cephalium ist gelblich.
Die weißen Blüten sind bis zu 9 Zentimeter lang. Die karminroten Früchte besitzen eine Länge von etwa 3 Zentimeter und einen Durchmesser von 2,5 Zentimeter.

## Verbreitung und Systematik
Espostoa ritteri ist in Peru in den Regionen Cajamarca und Amazonas im Tal des Río Marañón unterhalb von Höhenlagen von 900 Metern verbreitet.
Die Erstbeschreibung erfolgte 1960 durch Albert Frederik Hendrik Buining.

## Nachweise